# غاوداري إمامي
غاوداري إمامي (بالفارسية: گاوداری امامی) هي مستوطنة تقع في Sarab Rural District في إيران.